# Fernando Coimbra
Fernando Coimbra (Ribeirão Preto, 1976) è un regista e sceneggiatore brasiliano.

## Biografia
Ha studiato cinema presso la Scuola di Comunicazione e Arti dell'Universidade de São Paulo, dove si è laureato nel 1999. Ha iniziato la sua carriera come regista di cortometraggi, tra cui Trópico das Cabras, A Garrafa do Diabo e Magnífica Desolação. Nel 2013 dirige il suo primo lungometraggio, il thriller O Lobo atrás da Porta, per cui ottiene diversi riconoscimenti, tra cui l'Horizons Award al Festival internazionale del cinema di San Sebastián e una candidatura al Directors Guild of America Award per la miglior regia di un'opera prima. Nel 2015 ha diretto due episodi della prima stagione della serie televisiva Narcos. Nel 2017 viene distribuito attraverso Netflix il suo primo film in lingua inglese, Castello di sabbia, con Henry Cavill e Nicholas Hoult.

## Filmografia

### Regista
- O Retrato de Deus Quando Jovem (1996) - cortometraggio
- Trópico das Cabras (2007) - cortometraggio
- A Garrafa do Diabo (2009) - cortometraggio
- Magnífica Desolação (2010) - cortometraggio
- O Lobo atrás da Porta (2013)
- Narcos – serie TV, 2 episodi (2015)
- Castello di sabbia (Sand Castle) (2017)

### Sceneggiatore
- O Retrato de Deus Quando Jovem (1996) - cortometraggio
- Trópico das Cabras (2007) - cortometraggio
- A Garrafa do Diabo (2009) - cortometraggio
- O Lobo atrás da Porta (2013)